# Barrière linguistique
La barrière linguistique (ou barrière de la langue) consiste en la difficulté pour des personnes ou des groupes à communiquer entre elles du fait de l'utilisation de langues différentes. 

## Concept
Si la barrière linguistique désigne généralement les situations où les locuteurs utilisent chacun une langue différente, elle peut également s'appliquer, lato sensu, aux situations où des dialectes d'une même langue sont utilisés.
La réduction des barrières linguistiques peut être une politique publique. La République française a créé son unité par l'unification de la langue française.
Les systèmes éducatifs de plusieurs pays modulent l'apprentissage des langues étrangères afin de réduire les barrières linguistiques entre pays proches. Ainsi, le Bade-Wurtemberg enseigne non seulement l'anglais comme langue étrangère, mais aussi le français.
Les barrières linguistiques peuvent être dues à une réduction, sur un territoire, du nombre de personnes capables de traduction. Le grec ancien voit son enseignement considérablement réduit au XIVe siècle en France du fait d'une réduction de personnes capables de lire le grec et le transmettre.
La barrière de la langue peut être un frein à l'intégration de populations ne maîtrisant pas la langue du pays où elles vivent. Afin de s'intégrer rapidement, les expatriés cherchent souvent à dépasser la barrière de la langue en apprenant celle du pays où ils arrivent.